# Ysenburg-Büdingen-Meerholz
Die Grafschaft Ysenburg-Büdingen-Meerholz lag in der südöstlichen Wetterau im Südosten des heutigen Landes Hessen (größtenteils im Main-Kinzig-Kreis, der kleinere Teil im Wetteraukreis) und war von 1687 bis zu ihrer Mediatisierung 1806 ein Territorium im alten Deutschen Reich; sie gehörte zum Oberrheinischen Kreis und war eine (Teil-)Grafschaft von Ysenburg-Büdingen (im 19. und 20. Jahrhundert zu Ysenburg und Büdingen in Meerholz). Das reichsunmittelbare Grafengeschlecht, das dieses Territorium beherrschte, bestand von 1687 bis 1929 und gehörte dem Gesamthaus Ysenburg-Büdingen an, dessen drei Speziallinien die gleichnamigen Grafschaften (neben Meerholz noch Büdingen und Wächtersbach) innehatten.
Nach 1806 – mediatisiert – gehörten alle drei ysenburgischen (Teil-)Grafschaften zum Rheinbund-Fürstentum Isenburg (bis 1815), dann ein Jahr zum Kaisertum Österreich. Nach der Teilung der isenburgischen Lande (Mitte 1816) kam der nordwestliche Teil der Grafschaft (Gericht Eckhardshausen) zum Großherzogtum Hessen (Hessen-Darmstadt) und der südöstliche Teil (Gericht Gründau und Gericht Meerholz) zum Kurfürstentum Hessen (Hessen-Kassel); die Ysenburger Grafen waren Standesherren im Großherzogtum Hessen und in Kurhessen und nach der Annexion Kurhessens durch Preußen Mitglieder in der Ersten Kammer des Preußischen Landtags. 1929 erlosch die Linie, der Besitz kam an das Gesamthaus Ysenburg-Büdingen.

## Lage und Grenzen
Der Meerholzer Teil lag im Süden der Grafschaft, er bestand aus den Gerichten Eckartshausen, Gründau und Meerholz: Das Gericht Meerholz lag größtenteils südlich der Kinzig, das Gericht Gründau größtenteils zwischen den Flüssen Gründau (im Norden) und Kinzig (im Süden), beide gehörten ab 1821 zum kurhessischen Kreis Gelnhausen (heute Main-Kinzig-Kreis); der nordwestliche Teil lag zwischen der Ronneburg im Südosten und Eckartshausen im Nordwesten im späteren großherzoglich-hessischen Kreis Büdingen (heute Wetteraukreis). Lange nach dem Untergang der Grafschaft und des ysenburgischen Hauses Meerholz („Speziallinie“) lag zwischen 2007 und 2013 die geografische Mitte der Europäischen Union bei 50° 10′ 21″ N, 9° 9′ 0″ O im südlichen Teil der Gemarkung des Ortes Meerholz.

## Größe und Einteilung
1,5 Quadratmeilen (= 110 km²) groß, mit ca. 7000 Einwohnern (im 18. Jahrhundert).
- Amt Marienborn (fünf Orte), seit 1725: Marienborn (Büdingen), Bergheim, Eckhardshausen, Himbach, Altwidermus.
- Gericht Meerholz (vier Orte): Haitz, Hailer, Meerholz, Niedermittlau,
Hof Kaltenborn (später zu Haitz gehörig).
- Gericht Gründau oder Lieblos (fünf Orte):
Gettenbach, Lieblos, Niedergründau, Roth, Rothenbergen,
Hühnerhof (später zu Gettenbach gehörig), Mittelgründauer Hof (Meerholzer Seite = Hof; durch Grenzverlegung ab 1858[1] zu Mittel-Gründau gehörig).

Gettenbach und Haitz kamen erst nach dem Erlöschen der Marienborner Linie (1725) zur Meerholzer Linie, zunächst gehörten sie zur Wächtersbacher Linie, diese musste die beiden Dörfer aber an Meerholz abtreten, weil sie von der Büdingener Linie die Dörfer Wolferborn und Michelau und die Burg Ronneburg erhalten hatte.
Zu Meerholz gehörte ein großer Teil des Büdinger Waldes, der Wald gehörte damals nicht zu den Gemarkungen der Dörfer. Der Meerholzer Anteil erstreckte sich vom Stickelberg im Westen (in etwa vom Bahnhof in der heutigen Gemarkung Mittel-Gründau) über den Hühnerhof (westlich von Gettenbach) bis zum Hof Kaltenborn im Osten (heute im Stadtteil Haitz der Stadt Gelnhausen) und von der Gründau im Norden bis zur Kinzig im Süden (mit Ausnahme der Gemarkung, der bereits seit Jahrhunderten vor dem formellen Verlust der Reichsunmittelbarkeit 1803 an Hanau verpfändeten Reichsstadt Gelnhausen, heute Kernstadt von Gelnhausen). Die Höfe gehörten ebenfalls nicht zu den Gemeinde-Gemarkungen der Dörfer; sie bildeten bis in die 1920er Jahre Gutsbezirke (d. h. gemeindefreie Gebiete).

## Geschichte der Ysenburger
Ein Ysenburger, ursprünglich am Mittelrhein und im Westerwald beheimatet (Nieder-Isenburg, 1664 ausgestorben), kam über eine Heirat mit der Erbtochter von Büdingen in die südöstliche Wetterau (Ober-Isenburg). Diese neue Grafschaft Ysenburg-Büdingen teilte sich vom Ende des 15. Jahrhunderts bis in die Mitte des 17. Jahrhunderts mehrmals.

### Die Landesteilung von 1687, die Entstehung des Büdinger Landes und der Speziallinien
Durch die Dritte Hauptteilung (1684) entstanden die beiden Häuser Ysenburg-Büdingen-Birstein (ab 1744 Fürstentum Isenburg und Büdingen) und Ysenburg-Büdingen. Das letztere teilte sich am 23. Juli 1687 in Meerholz noch einmal in vier Speziallinien. Sie alle nannten sich Ysenburg und Büdingen und fügten jeweils den Sitz ihrer Linie hinzu (einheitliche Schreibweise jedoch erst ab dem 19. Jahrhundert): Ysenburg-Büdingen in Büdingen (ausgestorben 1941), Ysenburg-Büdingen in Marienborn (ausgestorben 1725), Ysenburg-Büdingen in Meerholz (ausgestorben 1929) und Ysenburg-Büdingen in Wächtersbach (die 1941 ihren Sitz in Büdingen nahmen; es war die einzige Linie, die übrig geblieben war). Die Teil-Grafschaften waren nicht nur durch die Blutsverwandtschaft, sondern insbesondere auch durch Hausverträge (Erbfolgeregelungen) verbunden (Agnaten).

Die zehn Reichskreise am Anfang des 16. Jahrhunderts
Oberrheinischer Kreis

Am 23. Juli 1687 erfolgte in einem erneuten Rezess (= Vergleich) die Teilung des Landes unter den vier Söhnen von Maria Charlotte (1631–1693), Witwe des Johann Ernst von Ysenburg-Büdingen, Vormund ihrer Söhne. Da das Erbprinzip der Primogenitur in Ysenburg noch nicht eingeführt war, wurde das Territorium geteilt. Der älteste Sohn, Johann Casimir Graf von Ysenburg-Büdingen (1660–1693), erhielt Schloss, Stadt und Gericht Büdingen und die umliegenden Dörfer, Ferdinand Maximilian, der zweitälteste Sohn erhielt Schloss und Stadt Wächtersbach, Karl August erhielt Marienborn, im heutigen Büdinger Stadtteil Eckartshausen mit den umliegenden Dörfern und Georg Albrecht erhielt Meerholz und die umliegenden Dörfer. Da die Linie Ysenburg-Büdingen-Marienborn bald ausstarb, gab es in der Folgezeit neben der (älteren) Hauptlinie Isenburg-Birstein die (neuen) Speziallinien Ysenburg und Büdingen in Büdingen, Ysenburg und Büdingen in Meerholz und Ysenburg und Büdingen in Wächtersbach.
Durch den Tod des Grafen Karl August von Ysenburg-Büdingen-Marienborn wurde entsprechend seinem Testament der Marienborner Besitz 1725 aufgeteilt, die Ämter Gründau und Eckartshausen, sowie die Dörfer Gettenbach und Haitz kamen zu Meerholz.
Jede der nunmehr drei Grafschaften umfasste jetzt ca. 200 km² mit ca. 6500 Einwohnern bei Einnahmen von ca. 35.000 fl.

### Drohender Staatsbankrott – Debitkommission des Kaisers
Nur ein paar Jahre später ruft Carl Friedrich – der Graf regierte seine Grafschaft 50 Jahre lang – seine Verwandten zu Hilfe. Sie sollten für die Schulden der Meerholzer mithaften, dafür bot er ihnen eine vollständige Finanzkontrolle seines Haus- und Staatsvermögens an. Durch einen sog. Erbbrüdervertrag waren die gräflichen Vettern eine Haftungsgemeinschaft. Trotzdem erhöhte sich der Schuldenstand, so dass 1758 eine kaiserliche Debitkommission beantragt werden musste, den anderen Speziallinien des Hauses zu Ysenburg und Büdingen ging es später nicht anders. Erst 1804 konnte eine befriedigende Lösung für die Gläubiger gefunden werden.

### Verlust der Selbständigkeit im neuen Staat des Rheinbundes

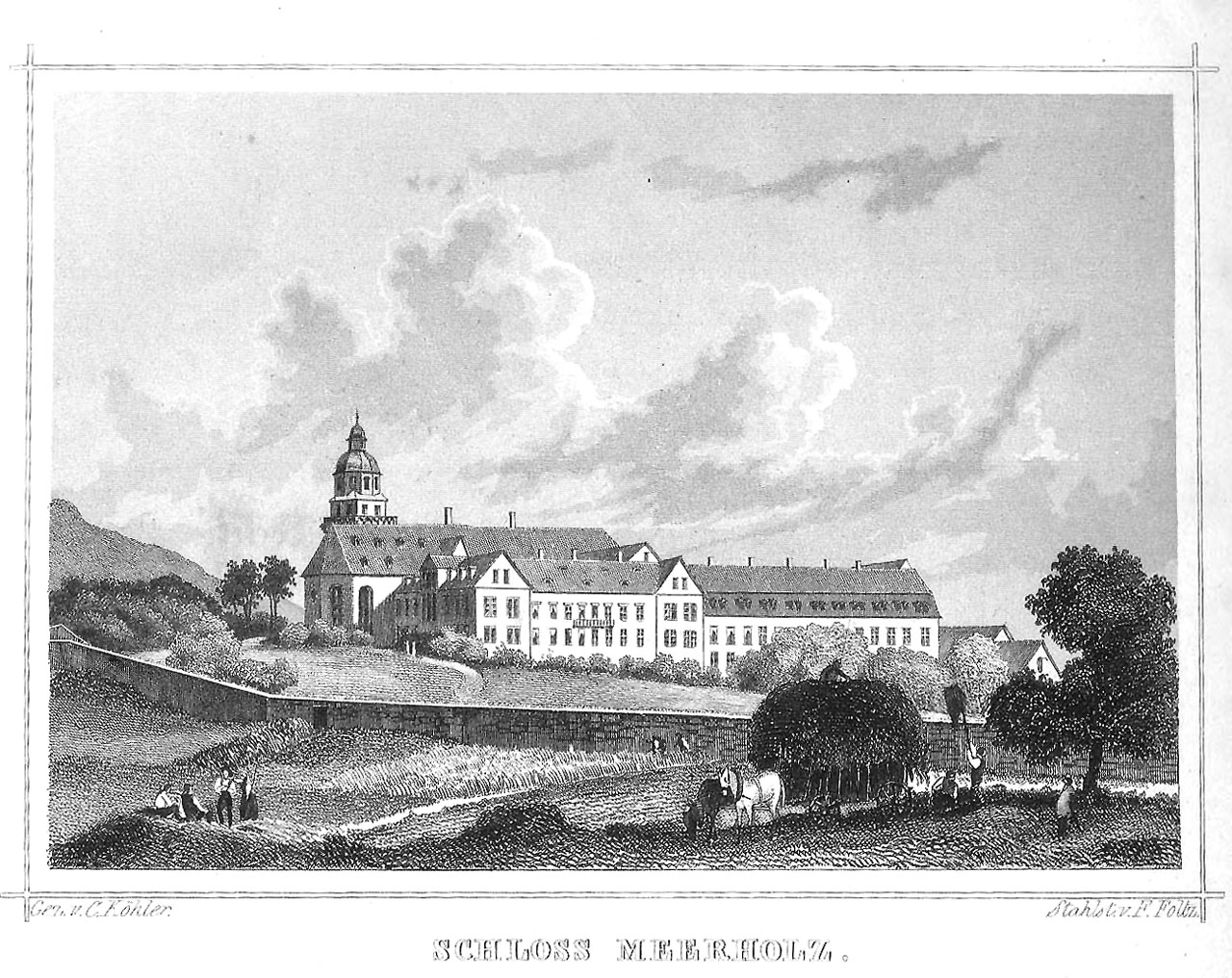
Schloss Meerholz der Grafen von Ysenburg-Büdingen-Meerholz

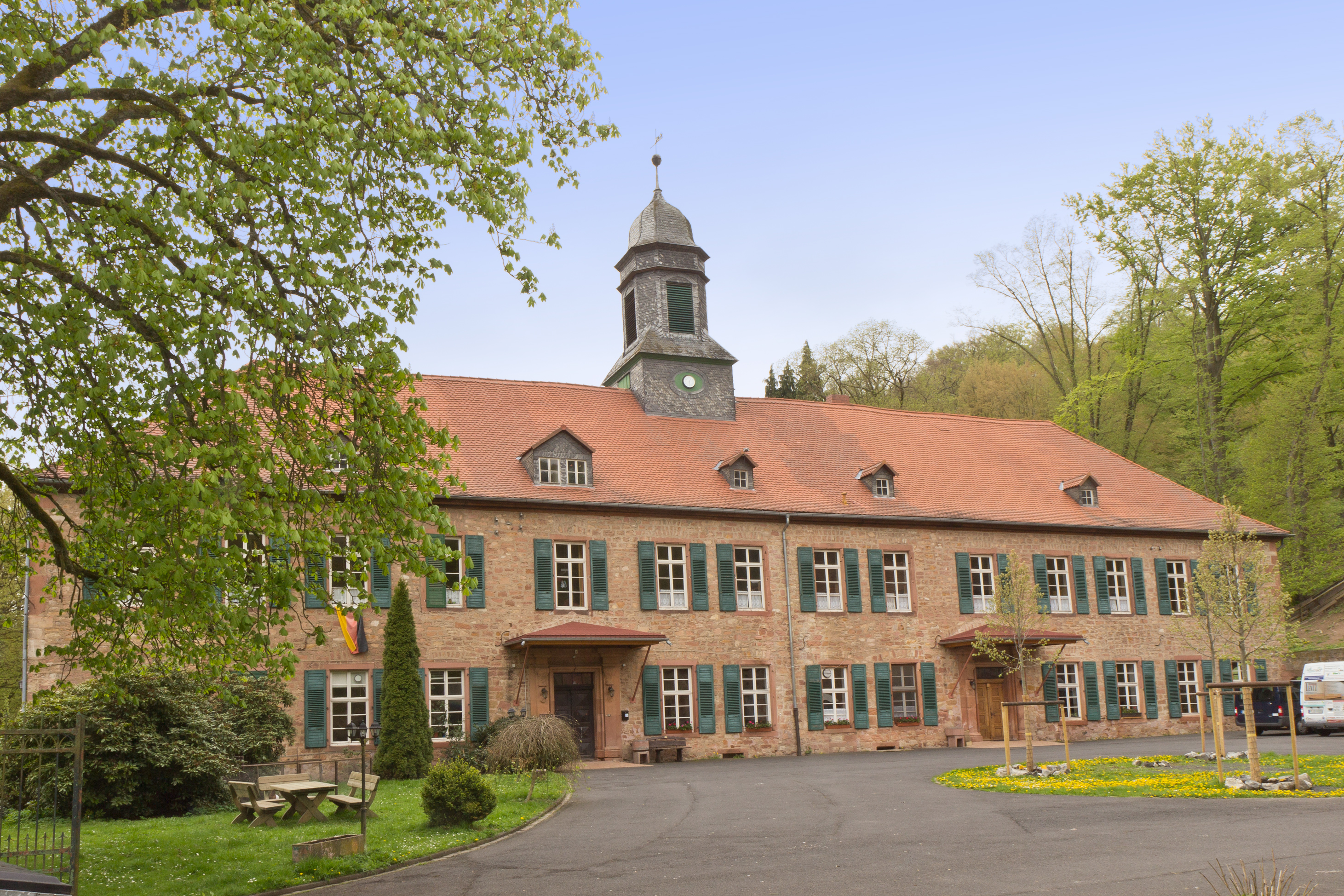
Jagdschloss Gettenbach im Büdinger Wald der Grafen von Ysenburg-Büdingen-Meerholz

Durch die Rheinbundakte 1806 wurde Carl Fürst zu Isenburg-Birstein (* 1766; † 1820, er regierte von 1803 bis 1813 meist mit Residenz in Offenbach am Main) souverainer Fürst über alle isenburgische Lande (die Grafen von Isenburg-Birstein waren 1744 vom deutschen König und Kaiser in den Fürstenstand erhoben worden; aber erst 1803 nach dem Reichsdeputationshauptschluss erhielt Fürst Carl eine Virilstimme im Reichsfürstenrat). Die Speziallinien wurden im neuen Fürstentum Isenburg mediatisiert (1806), die Gebiete der Grafschaften verloren ihre bisherige Quasi-Selbständigkeit und hießen nun Distrikte. Unter Fürst Carl wurde aus dem ehemaligen Reichsterritorium ein moderner Staat weitgehend nach napoleonischem Vorbild geformt.

### Standesherren unter Kurfürst und Großherzog ab 1816
Durch Beschluss des Wiener Kongresses 1815 kam der Staat Fürstentum Isenburg an das Kaisertum Österreich und Mitte des Jahres 1816 nach einem Teilungsvertrag mit seinem südlich des Mains gelegenen Gebiet an das Großherzogtum Hessen, das Gebiet nördlich des Mains (und der Speziallinien Ysenburg und Büdingen) wurde zwischen dem Großherzogtum und dem Kurfürstentum Hessen geteilt. Im nachfolgenden zum Deutschen Bund gehörenden Großherzogtum Hessen und Kurfürstentum Hessen waren sowohl die Linie des Hauses in Birstein als auch die Speziallinien Standesherren in beiden Staaten, also auch Ysenburg-Büdingen-Meerholz. Die Grafen der Speziallinien schrieben ihr „Isenburg“ in der Folgezeit mit „Y“.
Die Standesherren genossen Steuerfreiheit für Güter und Personen und unterlagen mit der Austrägalgerichtsbarkeit einer Sonderjustiz. Zudem genossen sie Militärfreiheit, wurden aber andererseits, wenn sie Soldaten wurden, üblicherweise sofort als Leutnant eingestellt. In der Anfangszeit des Deutschen Bundes (1820er und 1830er Jahre) regelten die meisten Staaten zur Begründung eines bleibenden Rechtszustandes Unserer Standesherrn die Rechtsverhältnisse – soweit sie nicht schon durch die Bundes-Acte geregelt waren – ausführlich (für das Großherzogtum Hessen durch das Edict vom 17. Februar 1820). Auf lokaler Ebene behielten sie im Gebiet ihrer ehemaligen Territorien richterliche und exekutive Befugnisse, die deutlich über die normaler adeliger Patrimonialgerichtsbarkeit hinausgingen. Neben den Resten der alten Feudalrechte ernannten die Standesherren die Schultheißen, die Pfarrer (Streit um die Stiftung Präsenz in Büdingen) und Lehrer, sie besaßen die Forst- und Jagdpolizei und hatten ein Kontrollrecht in den Fragen der politischen Gemeinden. Es existierte ein eigener Beamten- und Justizapparat unabhängig von den staatlichen Instanzen. Diese sehr weit gefassten Rechte konnten die Standesherren bis zur Revolution 1848/1849 behaupten, danach wurden sie in den meisten Staaten abgeschafft, wohl auch weil sie hohe Kosten verursachten.
Bis 1918 hatten sie in Teilen Deutschlands die so genannte „erbliche Landstandschaft“ inne: Die Standesherren hatten durch Geburt Anspruch auf einen Sitz in der ersten Kammer der Landesparlamente (etwa in der ersten Kammer der Landstände des Großherzogtums Hessen oder der Ständeversammlung des Kurfürstentums Hessen, letzteres ein Einkammerparlament; nach der Annexion Kurhessens durch Preußen: im preußischen Herrenhaus). Da die Gebiete der Standesherren sich nicht immer mit den Grenzen der neu entstandenen Staaten deckten, konnte es sein, dass die Standesherren auch Mitglied der ersten Kammern verschiedener Staaten waren. So waren z. B. die jeweiligen Senioren der ysenburgischen Häuser Meerholz oder Wächtersbach Mitglied der ersten Kammer im Großherzogtum Hessen und in Kurhessen.

## Ysenburg-Büdingen-Meerholzer Grafen

### Zeitliche Reihenfolge der regierenden Grafen während des alten deutschen Reiches

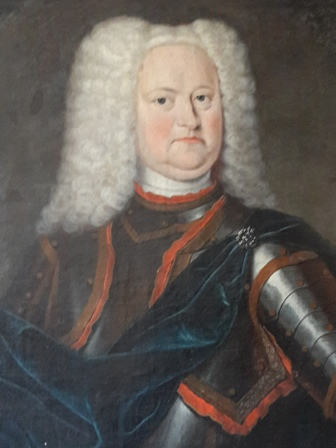
Graf Georg Albrecht, Gründer des Hauses Ysenburg-Büdingen-Meerholz

- Maria Charlotte, Tochter des Grafen zu Erbach-Breuberg, Witwe des Johann Ernst (1625–1673), Vormünderin ihrer vier Söhne (auch über Georg Albrecht) von 1673 bis 1691
* 24. März 1631 † Meerholz 8. Juni 1693 (Grab: Schlosskirche Meerholz)

- Georg Albrecht, regierte 1691–1724
* 1. Mai 1664 † Meerholz 11. Februar 1724 (Grab Schlosskirche Meerholz)
⚭ 1691 Amalie Henriette, Tochter des Grafen von Sayn-Wittgenstein-Berleburg,
* 24. Februar 1664; † Meerholz 9. Februar 1733 (Grab: Schlosskirche Meerholz)

- Carl Friedrich, regierte 1724–1774, Senior des Gesamthauses Ysenburg-Büdingen
* Meerholz 27. November 1700 † Meerholz 14. März 1774 (Grab: Schlosskirche Meerholz)
⚭ 24. Februar 1725 Eleonore Elisabeth Friederike Juliane, Tochter des Grafen von Solms-Rödelheim-Assenheim
* Gaildorf 23. September 1703 † Meerholz 1. Juni 1762 (Grab: Schlosskirche Meerholz)
Tochter von Ludwig Heinrich von Solms-Rödelheim und Wilhelmine Christine von Limpurg-Schmiedelfeld, dadurch erwarb Carl Friedrich Mitbesitz an der Herrschaft Limpurg-Gaildorf.[16] Das Meerholzer Wappen wird um ein Innenschild (Limpurg-Gaildorf) „verbessert“.[17]
Taufpate des gemeinsamen Sohnes Friedrich Ludwig Carl Albrecht war Nikolaus Ludwig Graf Zinzendorf, der mit der Herrnhuter Brüdergemeine im Schloss Marienborn[18] und auf dem Herrnhaag lebte.

- Johann Friedrich Wilhelm, regierte 1774–1802, 1798–1802 Senior des Gesamthauses Ysenburg-Büdingen
* Meerholz 2. Mai 1729 † Meerholz 4. Mai 1802 (Grab: Schlosskirche Meerholz)
⚭ Grumbach 11. Juni 1762 Caroline Christiane Louise, Tochter des Wild- und Rheingrafen von Salm-Grumbach
* 20. April 1734 † 11. Mai 1791 (Grab: Schlosskirche Meerholz)

- Karl Wilhelm Ludwig, regierte 1802–1806, Senior des Gesamthauses Ysenburg ab 1805, danach Standesherr, Mitglied der 1. Kammer (Großherzogtum Hessen) 1820 bis 1830[19], Graf von Limpurg-Gaildorf,
* Meerholz 7. Mai 1763 † Meerholz 17. April 1832
⚭ 1785 Caroline von Sayn-Wittgenstein-Hohenstein, Mitbesitzerin von Limpurg-Obersontheim
* 13. September 1764 † 28. April 1833

### Standesherren während der Zeit des Deutschen Bundes (1815–1866) und des Kaiserreichs (1871–1918)

Wappen (zeitweise) der Grafen von Ysenburg-Büdingen-Meerholz

wie vor:

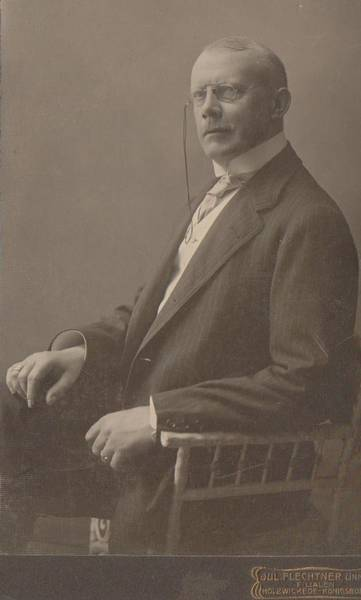
Foto des 1929 verstorbenen (letzten) Grafen der ysenburgischen Speziallinie Ysenburg-Büdingen-Meerholz Gustav Clemens Friedrich Carl Ludwig (1863–1929)

- Carl Wilhelm Ludwig, Standesherr, Mitglied der 1. Kammer (Großherzogtum Hessen) 1820 bis 1830

- Carl Friedrich Casimir Adolf Ludwig, Standesherr ab 1844 (Großherzogtum Hessen), von 1867–1900 erblicher Sitz in der Ersten Kammer des Preußischen Landtags (Preußisches Herrenhaus)[19]
* Meerholz 26. Oktober 1819 † Meerholz 30. März 1900 (Familienmausoleum Meerholz)
⚭ 1) 1846 Johanna Constanze Agnes Helene, Tochter des Grafen Friedrich Ludwig zu Castell-Castell
* Castell 8. Februar 1822 † Castell 29. März 1863 (Grab: Familienmausoleum Meerholz),
⚭ 2) 1865 Agnes, Prinzessin zu Ysenburg-Büdingen-Büdingen,
* Büdingen 20. März 1843 † Meerholz 17. Oktober 1912 (Grab: Familienmausoleum Meerholz)

- Friedrich Casimir (Erbgraf), Standesherr, Sitz in der Ersten Kammer des Großherzogtums Hessen (Darmstadt) von 1872–1878[19]
* Meerholz 10. August 1847 † Meerholz 9. März 1889

- Gustav Clemens Friedrich Carl Ludwig (Graf), Standesherr, erblicher Sitz in der Ersten Kammer des Preußischen Landtags (Preußisches Herrenhaus) von 1901–1918[19]
* Meerholz 18. Februar 1863 † Meerholz 28. April 1929 (Grab: Familienmausoleum Meerholz)
⚭ 1896 Thekla Donata Charlotte, Tochter des Prinzen Karl Ernst von Schönburg-Waldenburg
* Schloss Gauernitz 7. August 1867 † 21. April 1939 (Grab: Familienmausoleum Meerholz)

### Titel
Die regierenden Fürsten führten im alten Reich keine durch Rechtsvorschrift festgelegte Bezeichnung. In Kurhessen (1833) und im Großherzogtum Hessen (1820) war den Behörden für die Standesherren eine Anrede vorgeschrieben; das Haupt einer fürstlichen Familie sollte nach dem Kanzlei-Zeremoniell als Durchlauchtig hochgeborener Herr Fürst und im Kontext als Eure Durchlaucht bezeichnet werden. Gegenüber den gräflichen Standesherrn hatten sich die Behörden der Anrede … Erlauchtig Hochgebohrner Herr Graf und im Context der Ausdrücke … „Euer Erlaucht“ zu bedienen.

### Wappen
Alle Ysenburger und Isenburger Häuser führten das Ober-Isenburger Wappen (zwei schwarze Querbalken auf silbernem Grund). Meerholz führte das Ysenburger Wappen mit Mittelschild für Limpurg-Gaildorf (der 1725 erworbene Anteil an Limpurg-Gaildorf ging 1861 an das Königreich Württemberg); das Rheinbund-Fürstentum Isenburg, zu dem Meerholz 1806–1815 als Distrikt gehörte, führte das Ysenburger Wappen mit einem Mittelschild mit goldenem Löwen auf blauem Grund.

### Trivia
Aufstieg und Niedergang der Ysenburger Speziallinien ist in der Parabel von den Vier Fichten populär geschildert.